# 阿夫迪伊夫卡战役 (2022年—2024年)
阿夫迪伊夫卡战役（烏克蘭語：Бої за Авдіївку）是俄罗斯武装部队和頓巴斯親俄武裝與乌克兰武装部队之间的的军事戰鬥。2022年俄羅斯入侵烏克蘭后，俄军嘗試攻佔位于顿巴斯地区的阿夫迪伊夫卡市，是最先遭遇战火的地方之一。2023年下半年，俄军再次对阿夫迪伊夫卡展开攻势，2024年2月17日乌军总司令西尔斯基宣布乌军从该市撤离。现该市已被俄军占领。

## 背景
自從2022年2月21日俄罗斯总统普京正式承认了顿涅茨克人民共和国以及盧甘斯克人民共和國之後，烏東的分裂分子便再次开始与乌克兰武裝部隊作战。阿夫迪伊夫卡曾在2017年的阿夫迪伊夫卡戰役中遭到摧毀。

## 戰鬥經過
雙方於2月20日的時候開始交火，當時親俄武裝分子再次對阿夫迪伊夫卡發起猛攻。顿涅茨克的武裝部队嘗試佔領该市，但旋即就被击退。据2月21日的报道所指，俄罗斯军队當時可能正在軍事協助這些分裂武裝，但俄罗斯軍方否认了这說法。
自俄羅斯於2月24日入侵烏克蘭后，阿夫迪伊夫卡便成為了其主要的戰略目標。3月13日，俄罗斯部隊轰炸了位於該鎮的焦炭厂，另外报道稱，在3月25日的戰鬥中，亚速营营长穆拉霍夫斯基在阿夫迪伊夫卡阵亡。
4月18日，俄罗斯軍隊重組來集中乌克兰东部的攻勢，并繼續猛烈炮击阿夫迪伊夫卡。大约2,000名居民被迫逃到地下室避難。4月20日，親俄的斯巴达营的指揮官阿格拉諾維奇陣亡。在戰鬥中，報導指俄羅斯的軍隊多次使用了白磷彈藥。
3月26日，頓涅茨克州州長基里連科報告稱城市工業區發生了磷襲擊。4月26日，焦炭廠區域和市中心發生了磷襲擊，其後引發了好幾場火災。 
4月29日，俄羅斯軍隊用溫壓武器砲擊阿夫迪伊夫卡的視頻被公佈。5月18日，該市的1號學校被俄羅斯用磷彈藥襲擊摧毀。 
5月26日，烏克蘭總參謀部報告說，俄羅斯軍隊正在通過阿夫迪伊夫卡推進，佔領了該市的某些地區。6月1日，親俄武裝控制了一條主要高速公路，然后五天後，又佔領了卡米揚卡附近的領土。
6月12日，俄羅斯再次轟炸了阿夫迪伊夫卡的焦炭廠。6號學校於6月21日被摧毀，並已是阿夫迪伊夫卡被摧毀的第三所學校。6月24日，俄羅斯軍隊再次向該市開火。
俄軍後來於7月4日占領了位於阿夫迪伊夫卡東北10公里的小鎮，企圖包圍阿夫迪伊夫卡。7月7日，俄羅斯軍隊連續砲擊了阿夫迪伊夫卡24 小時。他們襲擊的目標包括了基建設施、醫院、大廈、巴士站和焦炭廠。7月18日，親俄武裝聲稱他們“半包圍”了 阿夫迪伊夫卡，並封鎖了兩條前往該鎮的道路。 戰爭研究所還表示，阿夫迪伊夫卡以北的戰鬥在7月18日愈演愈烈。
7月28日，頓涅茨克人民共和國和俄羅斯軍隊再次發起了攻勢以包圍阿夫迪伊夫卡。他們襲擊了克拉斯諾霍里夫卡、皮斯基和阿夫迪夫卡以北的其他城鎮，取得了沒指明的勝利。
7月31日，烏克蘭總參謀部報告說，俄羅斯軍隊試圖在卡米揚卡和皮斯基周圍推進，而某些親俄部隊在阿夫迪夫卡周邊取得了“部分的成功”。頓涅茨克人民共和國新聞部副部長聲稱，俄羅斯和頓涅茨克人民共和國的軍隊在皮斯基東南郊獲得了陣地，並與烏軍的報導一致。阿夫迪伊夫卡市軍事管理局負責人說，該市現前的人口只剩下約 2,500 人，是戰前的十分之一。
烏克蘭軍隊在8月5日表示，俄軍成功攻下附近的煤礦，使烏軍被推到阿夫迪伊夫卡的近郊。頓涅茨克人民共和國聲稱其軍隊和俄羅斯佔領了皮斯基，但烏克蘭總參謀部否認。 
8月7日，有戰鬥的影片顯示俄軍已經到達皮斯基鎮的中心。截至8月12日，戰爭研究所報告說，根據戰鬥中的影片和衛星圖像，俄軍因為砲擊時不斷使用溫壓火砲系統，已經把皮斯基的大部分地區夷為平地。俄羅斯國防部聲稱在8月 14日完全奪下皮斯基，但烏克蘭軍方否認，稱戰鬥仍在進行中。
8月24日，俄羅斯和頓涅茨克人民共和國部隊終於奪下了皮斯基。不久，幾隊親俄武裝，包括斯巴達營和索馬里營，在該鎮以東北的阿夫迪伊夫卡地區進一步發動了攻擊試圖包圍該市。截至9月下旬，《華爾街日報》報導烏克蘭軍隊在阿夫迪伊夫卡“仍然處於防御狀態”。截至10月10日，烏方表示俄軍在阿夫迪伊夫卡仍然未有特別的進展。

### 俄军再次进攻
2023年10月初，俄军出动近卫坦克第1集团军和第41合成集团军等部队再次大舉进攻，並首先用火炮和包括苏-35战斗机轰炸机在内的飞机轰炸该地区。四天后，俄罗斯以六个机械化步兵旅的兵力，对两个旅的乌克兰驻军进行集中攻击。结果俄军的攻势在进入雷区后停滞不前，并不断遭到乌军炮兵的轰击。
俄军在此次进攻中再次试图从阿夫迪夫卡北线的克拉斯诺霍里夫卡方向和南线靠近顿内次克国际机场的沃迪涅发起钳形攻势试图包围阿夫迪夫卡。这期间（至10月18日），俄军仅在北线克拉斯纳霍里夫卡方向的进攻轴线和阿夫迪夫卡北部的矸石山（Терикон）附近就损失了至少63辆坦克和装甲车辆，却没有取得任何明显进展。经过近10天的激战后，俄军降低了进攻频率并转入休整。第59摩托化旅的无人机排指挥官安德烈·塞尔汉表示，俄罗斯的攻击失败了，但俄罗斯人正在重新集结，准备进行另一次進攻。
10月27日，烏克蘭總統澤連斯基表示，俄罗斯军队在向阿夫迪夫卡挺进时至少损失了一个旅的兵力。10月28日，烏克蘭軍方表示自從10月10日起，俄軍在阿夫迪夫卡共推進了1.7公里，但損失了6,500 人，是俄軍自開戰以來最慘重的損失。俄軍還損失至少50輛坦克和120輛裝甲運兵車。英國國防部指出，俄軍已在阿夫迪夫卡周邊部署了8個旅的戰鬥人員。11月2日，烏克蘭方面表示俄军对阿夫迪夫卡攻势趋缓。11月3日，非政府組織「戰爭研究所」表示，俄羅斯軍隊在頓涅茨克州阿夫迪伊夫卡的北翼取得進展，俄軍在阿夫迪伊夫卡以北約四公里的克拉斯諾霍裡夫卡向西南方向前進，接近該市以北的鐵路線。
12月4日，俄军占领了阿夫迪伊夫卡南部的工业区，並且在當地升起國旗。在整個12月中，阿夫迪伊夫卡幾乎陷入俄軍的半包圍。

### 烏軍撤出
2024年2月8日，戰爭研究所表示，俄軍在阿夫迪伊夫卡取得進展。俄羅斯Telegram頻道表示，俄軍嘗試推進至據稱被烏軍用作補給綫的赫魯舍夫街（Hrushevskoho），並成功佔領長達1400米的鐵路綫。阿夫迪伊夫卡市長巴拉巴什表示，戰況十分激烈嚴峻。2月13日，烏克兰第110机械化旅從阿夫迪伊夫卡撤出。2月15日，乌克兰第3独立突击旅部署至阿夫迪伊夫卡。俄罗斯军队繼續向阿夫迪伊夫卡的西北方向推进。烏克蘭放棄阿夫迪伊夫卡最南端的防御工事。2月17日，乌克兰总司令亞歷山大·瑟爾斯基宣布，乌克兰军队正从阿夫迪伊夫卡撤出。当天晚些时候，俄罗斯国防部表示，俄罗斯军队已完全控制阿夫迪伊夫卡。夺取阿夫迪伊夫卡是俄罗斯自2023年5月攻克巴赫穆特以来最大规模的领土推进，被认为是乌克兰夏季反攻失败后俄罗斯军队在战争中掌握主动权的标志。

## 影响
阿夫迪伊夫卡被称为通往頓涅茨克的大门，俄军控制这座城市是确保完全控制顿巴斯地区的关键，失去阿夫迪伊夫卡对乌克兰来说是一个重大打击。在普京2024年3月竞选连任之前，占领阿夫迪伊夫卡可能会为俄罗斯提供士气，而他几乎肯定会赢得大选。这也被视为确保莫斯科控制顿涅茨克地区中心的又一步，该地区中心以东约20公里（12.4英里），自2014年以来一直由俄罗斯和亲俄军队控制。

## 相关事件
俄罗斯的一名宣传员在写下俄罗斯士兵在阿夫季夫卡战役中的损失后不久开枪自杀。2024年2月21日，俄罗斯占领者兼宣传员安德烈·莫羅佐夫在其讣告表示，他因为早前提到了16000名俄罗斯士兵在阿夫季夫卡战役中丧生，而乌克兰国防军的损失要小很多，引起与其它俄罗斯宣传员的激烈争论和骚扰。他在自己的Telegram频道上发表了一份长篇遗书，其中将弗拉基米爾·索洛維約夫领导的陆军指挥部和宣传人员列为导致他自杀的罪魁祸首。